# 行會 (歐洲中世紀至早期現代)
行會，學術界又音譯為基爾特，特指歐洲中世纪至早期现代商人團體的歷史專有名詞，有時「行會」與同業公會被誤作「商人團體」的廣義通稱。「行會」亦須區別於中國唐宋明清的行。
行會分為商賈組織與傳統手工業組織，有些歐洲語語如德語裡用不同詞語區分兩種公會。手工业者或商人在商品经济相当发展的条件下，为限制竞争、规定生产或业务范围、解决业主困难和保护同行利益，由同业或相关行业联合组成。其主要目的與現代站在公司立場的公會及站在員工立場的工會稍有不同。

## 前身
古羅馬時代，手工業聯盟稱作Collegia。羅馬帝國分裂後，原有的手工業聯盟繼續發展，演變為較成熟的“Ars”。 歐洲早期的同業公會起源於9、10世紀，約在11世紀，歐洲同業公會逐漸開始向現代意義的商業聯盟轉變，14世紀後始出幫工行會。
明清商幫組織更發達。常由同行同業組成，機構名會館或公所，其種類隨分工和交換的發達而增多。
到了18世紀末，同業行會因本身帶有壟斷性質，在商品交換範圍擴大後，開始成為商業發展的阻礙。讓·雅克·盧梭、亞當·斯密等人對同業公會激烈抨擊。19世紀之後，同業公會走向衰落。

## 歷史

### 公會名稱的由來
行會（guild）這個字的與原眾說紛紜，尚無一定。古書上的行會有三種意義，第一是指支付的義務；第二是指宴會；第三是指組合，其中第一種意義，是古來的原意。

### 公會的起源
行會起源很早，西元前約1100年，雅典的下級平民為請求貴族給予祭神的權利而組成同盟，有人主張這就是行會的起源；又有些人認為，在西元前600年的梭倫時代，當時盛行的勞動組合是行會的起源；也有學者認為，在約書亞時代就已經存在勞動組合，行會應是這個時代的產物；部分學者的說法是，行會是繼羅馬的Collegium而生，在羅馬帝國統治下的高盧、西班牙、希臘、小亞細亞等地，到處都盛行同業者們組成的Collegium，這是類似於職業養成所的一種組合，這種組合後來漸漸傳遍歐洲而成為中世紀的行會。
中世紀組合商（Guide Merchant），這種組合商因為經濟上的目的而組成行會，在11世紀中葉開始出現，主要目的是維持成員之間的利益獲取。諾曼第公爵—威廉二世，即征服者威廉，編列了一部地畝簿，當中記有諾丁漢地區行會的記載；在英格蘭編製地畝簿的30年前，德國漢堡就存在綢緞商組合，馬德堡則存在鞋商組合，顯示歐洲大陸與英國都有行會的組織。到了十二世紀末期與十三世紀初期，行會在歐洲大陸上廣為流行，其功能性也從最初以營利為主的商人組合，逐步負擔起市政上的種種義務，甚至成為行政機關的一部分。

### 公會的特徵
行會大致可分為藝匠行會或商人行會，是由藝匠（手工業者）或商人基於共同利益所成立的團體，這種組織可以看作是一地的同業者為了利益而聯合行動並組成的團體，他們會聯合起來壟斷本地市場，限制外來者的競爭，以確保本地商人的利益。
以商人行會和藝匠行會為例：商人行會最主要功能便是確保本地經濟的秩序和穩定，商人行會能夠決定本地的商品價格，且其行為原則便是確保『本地商人優先參與』。但這不代表行會不允許對外的商業貿易，而是訂立一個規範，商品的出口和進口，也就是對外的商貿交流，皆要受到行會的嚴格控管。
藝匠行會同樣對本地市場有壟斷的能力，且其管轄之範圍很廣，除了和商人行會相同的，對一地相關產業的價格具有控制力以外，作為一批手工業者聯合組成的團體，它也有著對工時、薪資、以及手工業的製造和產品品質控管的權力，這也能避免本地的消費者一位無法掌握手工業產品品質而受到欺騙，為行會壟斷一地市場的行為增添了正當性。
行會的掌權者是師傅們，他們可以說是當時中古時代的城市當中權力最大的人物，行會內部的管理者稱為『大總管』，而大總管一次會設有二到四位，他們是由行會中的師傅當中選舉產生，其工作業務極多，例如：調解行會內部矛盾、設立行會規定、對不守規定者處罰，甚至是參加『行會法庭』，決斷是否將成員從行會中剔除。
而在師傅之下，則有數個單位，分為學徒、熟手、再加上其他的行政人員和僕役。學徒基本上是不能替師傅分擔工作的，而是要經過學習，待升等為熟手之後，即可直接參與師傅的工作。而熟手只要經過歷練，就有機會最終取得成為新的師傅的資格。

### 公會的內容
行會的組成動機來自於利己主義，並非為了奪取封建領主的政權而出現，而是以一個從屬的地位、以經濟特權為基礎的私人商業組織，對於中世紀的手工業發展有著顯著的功績。能加入行會的人，就是在該組織所在地從事相關手工業活動者，不論是否為該地的居民，也不問其財產、性別，只要履行規定的手續就能加入。一般加入行會所必要的條件，就是購買或繼承作為成員的權利，付出加入金(Initiation foes)，加入金的金額由加入者的資產，以及加入後的營業性質而定，除此之外，新加入者需要遵守行會的規定，努力維持經濟特權，且不可利用行會的資格對其他的手工業者予以商業上的便利。有時也能從國王的恩賜中得到加入行會的權利，但這樣的案例少之又少。
行會以長老（Alderman）為首領，在會議時擔任議長，平時則監督法規的執行、保管公印與公文、仲裁行會中成員的相互爭執、以及監督收入與全部的財產。長老之下設有助理員二至四人，這些人負責總理事務，在行會逐漸興盛並加入市政的職務後，另外增加會計、書記、專職處理訴訟的職員（英國沒有此職位），長老以及這些職員都是由行會成員投票選出。
行會的主要收入來自於加入金、罰金、稅金、特許所產生的利益。中世紀的行會略帶宗教色彩，擁有大量土地，也以此維持經濟收入，各地的行會並不統一，他們完全從屬於領主，各自發展且有與所在都市相互融合的傾向。
行會在交易上有其一套原則，都市的居民多是基爾特的成員，若有胡亂提高價格的行為，勢必會影響整體的利益，這是受到繁瑣哲學的公正價格思想的影響；同時，若有人追求更高的收益，則被認為違反基督宗教的本旨以及身為行會成員的義務。行會在於維持手工製品的品質上做出很大的努力，目的在於維持所在都市所出產商品的名譽。

### 公會的發展過程/轉型
行會制度的轉變，是隨著資本主義的發展而發生的，而對於此一制度的威脅主要來自商人，隨著商人們扮演的角色有了更大的影響力，也就是貨幣經濟和對外貿易流通得到了發展，不同行會之間受到此一因素影響，出現了貧富差距。有些行會存活了下來且規模變得更大，但許多行會的情形都變得惡化，只能困難的支撐下去。而無論大小公會，都難逃大商人的掌握，資本雄厚的大商人會將大行會併吞，而小行會也會轉變成為大商人擴展生產時的一個負責外包的下游單位，生產原料則由商人從遠地提供。最終，在這一轉變之下，原先在中古城市中掌權的行會師傅們，也成了領取大商人薪水的勞工，這種轉變之下的行會，幾乎可以稱得上是名存實亡了。
總結來說，行會之所以轉型是受到經濟發展下貧富差距的影響，再加上新的在城市中具有權勢的商人的商人的崛起的影響。在這種影響下，它們最終依照行會規模，轉變成了一個生產單位，或是被大商人收入囊中，其原有的行政管理體制也在這一轉型下被破壞，掌權的師傅亦成了一個普通勞工。這些轉變也代表著這一制度隨著時代發展，即將走向退場。

### 公會衰弱的原因
中國方面，原先的行會組織並不存在競爭關係。大多數的組織便是相互的協助彼此，甚至會去救助弱勢。然而，在近代之後卻不斷的遭受到資本主義與自由主義的挑戰，行會制度的本質也漸漸的動搖。
在此之前，行會制度有三大重點，分別是
1. 限制招收的工人數量
2. 工業品的規格必須要統一制式
3. 價格原料採取分配制度[14]

透過上述這些手段防止行會內部與外部的爭鬥，進一步的壟斷市場。然而近代的資本主義講求「開放」與「自由」。正是因為如此，行會制度成為了阻礙資本主義發展的舊系統。
從1919年出版的《中國商業便覽》一書中，展現出當代中國行會制度的特色之處，舉例而言行會要求所有的商品皆需要低於市價標準售出，並且成員間必須要統一價格。這種體系儼然成為一個封閉的經濟體，阻擋了當代資本主義的拓展。
至於歐洲的行會衰落最主要在十八到十九世紀之間。加拿大籍的歷史經濟學者Ogilvie表示行會制度乃是阻擋發展的其中一項制度，鑑於他的封閉性與內部循環性，使得行會內部的資源重新分配給具有權勢的商人階層，並且將所獲得的利益在行會中循環。其中訊息的共享與相互的觀察與制裁都是內部的規定，它使得行會成員得龐大的利益，卻無形之中傷害到消費者與行會組織外的人。
在啟蒙運動時期，率先批評行會制度的便是亞當．斯密與盧梭。兩者的思想都認為國家與政府不應該操控經濟市場，其應該會由一雙「看不見的手來運作」。

### 公會的終結
在法國大革命爆發之際，大眾十分的反對行會制度，並將其視為封建主義的延伸。在《拿破崙法典》中也禁止任何形式的集會聯盟；亞當．斯密的《國富論》中也有提及，希望讓行會受到一次重大的處罰，需要每年向國王繳交罰款。1848年，馬克思也有在《共產黨宣言》中提出，行會制度的內部擁有嚴重的階級問題，處在一種壓迫者與被壓迫者之間的關係。
隨著貿易的擴大與快速的工業化，歐洲大陸於1791年訂立了《專利法》。往往傳統的行會制度會彼此洩漏機密，現今的發明卻日新月異，技術層面的進步與保護使得行會的功能性與力量漸漸消失，最終導致行會制度的衰弱，取而代之的便是自由貿易的法律。

### 公會對後世的影響
中國的行會制度透過一種新的變革，將原先封閉的心態轉變成為開放的的組織系統。到了清朝末期新興的商業團體便開始出現，改革完畢的行會便開始加入商會體系之下。商會的出現取代了原先行會制度的地位，由於包容了眾多的商業團體，因此他本身的力量較為大，也正是因為如此將行會的封閉性徹底打破。
歐洲的行會制度上，在十九世紀末期，行會制度的思想被法西斯主義挪作他用，發展出國家社團主義。透過原先行會內部的組織系統，將國家變成一個社團，以力增加自己的統治力道。其中發展的最為成功的便是墨索里尼的義大利政權，將原先適用於城市中的行會拓展至國家的層面，進一步維護統治的穩定性。
現今的歐洲社會仍然存在於行會制度的影子，其中又以成衣最為出名在公司中扮演了重要的地位。倫敦的成衣產業仍然保有各自的行業，並且試圖與不同領域的人進行合作。對於倫敦的成衣產業對於現今的技術影響甚大，在2013年，倫的成衣產業對於技術層面的也是十分有貢獻，從教育技術上到就業上都有密切的關連性。在許多歐洲國家，行會作為當地手工業者的貿易組織，主要是在傳統技能方面經歷了復興。它們可以作為發展能力的論壇，並且通常是國家雇主組織的地方單位。
德國的手工業也有受到行會制度的深刻影響，手工業的公會與現今的私人會員俱樂部有異曲同工之妙，其中更是受公法保障之下的團體。會員內部也透過層層的階級方式統領著，統領公會者乃是內部的總統，並且具有大師級工匠的頭銜者才有資格任職。近期也有手工藝室的成立，其中更有助於團體的自製。
不論是東西方的行會制度，在近現代都因為資本主義與自由貿易的壓力下而進行變革。在兩地也有不同的結果，東方的融入商會與西方的國家社團主義。從上述兩者都可以確定一件事，便是現今的的行會制度已經凋零沒落，但是這項制度對於現今的影響可謂是無所不在，不論是國家建設、商業生產上都有一定的關聯性。

## 著名公會
- 漢薩同盟

## 引用文獻
1. ↑  邱澎生（2012），《會館、公所與郊之比較 : 由商人公產檢視清代中國市場制度的多樣性》，收錄於《比較視野下的臺灣商業傳統》（林玉茹主編，2012），頁269。
2. ↑  Moll-Murata, Christine (2008). Chinese Guilds from the Seventeenth to the Twentieth Centuries: An Overview. In Jan Lucassen (Eds.), Return of the Guilds (pp. 213–247).
3. ↑  瀧本誠一. 徐天一 , 编. . 1929: 頁43.
4. ↑  瀧本誠一. 徐天一 , 编. . 1929: 頁44.
5. ↑  瀧本誠一. 徐天一 , 编. . 1929: 頁45.
6. ↑  王之相.  2015.6. : 頁86.
7. ↑  王之相. . 2015年6月: 頁86-87.
8. ↑  王之相. . 2015年6月: 頁88.
9. ↑  瀧本誠一. 徐天一 , 编. . 1929: 頁47.
10. ↑  瀧本誠一. 徐天一 , 编. . 1929: 頁48.
11. 1 2  瀧本誠一. 徐天一 , 编. . 1929: 頁49.
12. ↑  東晉太郎. 熊得山 , 编. . 1936: 頁52.
13. ↑  王之相. . 2015年6月: 頁95.
14. ↑  朱英. . 2004年.
15. ↑  阿爾諾德. . 1919: 頁50-55.
16. ↑  Ogilvie, Sheilagh. . 2019  [2021-06-16]. （原始内容存档于2022-05-05）.
17. ↑  Sally Graves. . 1939: p. 35.
18. ↑  .   [2021-06-16]. （原始内容存档于2021-09-11）.
19. ↑  施密特. . 1974: 頁85-131.
20. ↑  . City & Guilds”.   [2021-06-17]. （原始内容存档于2022-04-07）.